# Polyalthia motleyana
Polyalthia motleyana är en kirimojaväxtart som först beskrevs av Joseph Dalton Hooker, och fick sitt nu gällande namn av Airy Shaw. Polyalthia motleyana ingår i släktet Polyalthia och familjen kirimojaväxter. Utöver nominatformen finns också underarten P. m. motleyana.